# Nome du Taureau recensé

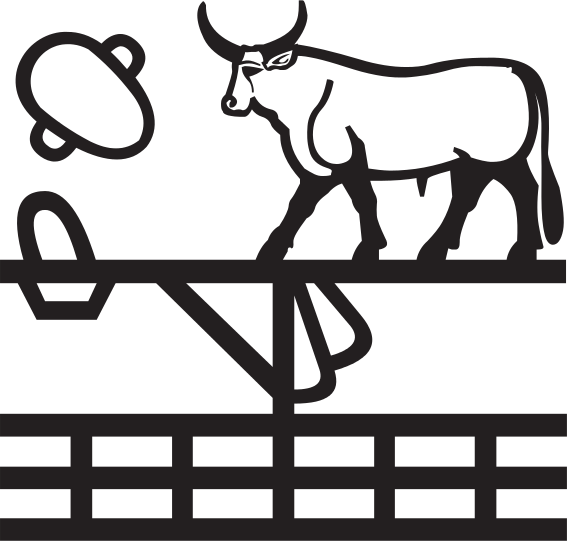
Hiéroglyphe symbole du Nome.

Le nome du Taureau recensé (ḥsbw) est l'un des 42 nomes (division administrative) de l'Égypte antique. C'est l'un des vingt nomes de la Basse-Égypte et il porte le numéro onze.

## Géographie
Du fait de l'état de la fameuse inscription de la chapelle blanche qu'est liste des nomes de Sésostris Ier, la taille du nome à cette époque est inconnue. Le nome était situé entre le nome du Taureau noir au sud, le nome d'Andjety à l'ouest, le nome de l'Ibis au nord-ouest, le nome du Dauphin au nord et, à l'est, tout d'abord le nome de l'Orient puis le nome du Sceptre intact, puis le nome de l'Enfant royal lors de sa création au Nouvel Empire puis, lors de la division de ce nome en deux au cours de la Troisième Période intermédiaire, le nome supérieur de l'Enfant royal au sud-est et le nome inférieur de l'Enfant royal au nord-est.

## Histoire
Le nome existait depuis longtemps, mais c'est surtout à partir de la Troisième Période intermédiaire qu'il se distingua. En effet, dans la dernière phase de la période, Léontopolis devint un petit royaume indépendant gouverné par Ioupout II, qui participa d'ailleurs à la coalition menée par Tefnakht de Saïs contre la campagne de conquête du koushite Piânkhy. Cependant, il ne semble pas contrôler tout le nome car un chef local relativement important, basé à Pharbaethos et nommé Nesnaout, faisait partie des dirigeants s'étant soumis à Piânkhy à Athribis après que ce dernier a vaincu la coalition. Par la suite, sous les règnes des successeurs de Piânkhy, Chabataka puis Chabaka, Pharbaethos était dirigé par un certain Patjenfy, ce dernier reconnaissait d'ailleurs le roi koushite comme son suzerain. À la fin de la période, pendant les conflits assyro-koushito-saïtes; le dirigeant de Léontopolis était un certain Ounamon, mais ce dirigeant ne semble pas être l'un des plus importants de l'époque, tandis que Pharbaethos n'est même plus mentionnée parmi les principaux centres égyptiens.
Pendant la XXVIe dynastie, Pharbaethos semble reprendre une certaine importance ; d'ailleurs, le général Potamsimto du roi Psammétique II s'y est fait enterrer, près de la nécropole des taureaux sacrés Ouhemou, montrant l'importance de la ville.

## Divinités locales

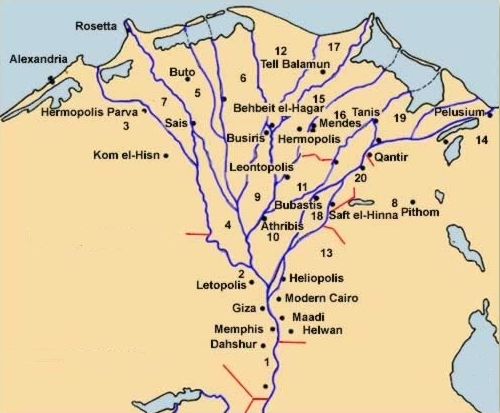
Les nomes de Basse-Égypte

Les divinités principales de la métropole Léontopolis étaient le couple divin Shou et Tefnout, ainsi que le dieu de la guerre Miysis,. Les dieux Seth, Horus et Amon étaient également vénérés dans cette ville. Le dieu Seth était également vénéré dans la ville de Heseb, située dans le nome mais non localisée.
À Pharbaethos, les dieux locaux étaient Néfertoum et Hormerty, une nécropole de taureaux sacrés Ouhemou, hypostase d'Hormerty, se trouvait d'ailleurs dans la nécropole de la ville, Abou-Yacin.

## Lieux principaux
Il est à noter que les frontières du nome ont changé avec le temps, les villes citées ci-dessous ont été identifiées comme faisant partie du nome dans ses frontières ptolémaïques.
- Léontopolis
- Pharbaethos
  - Abou-Yacin (nécropole)
- Mit-Yaïch
- Heseb